# Ottelsburg
Ottelsburg ist ein Ortsteil des Marktes Altomünster im oberbayerischen Landkreis Dachau. Am 1. Mai 1978 kam der Weiler Ottelsburg als Ortsteil von Pipinsried zu Altomünster.

## Geographische Lage
Ottelsburg liegt am rechten Unterhang des Tals der Pipinsrieder Ilm, des rechten Hauptoberlaufs der Ilm.

## Geschichte
Der Ort wird erstmals 1205 als „Odolspurch“ überliefert.

## Baudenkmäler
- Denkmal aus dem Jahr 1890